# Costularia elongata
Costularia elongata är en halvgräsart som först beskrevs av Carl Sigismund Kunth, och fick sitt nu gällande namn av Georg Kükenthal. Costularia elongata ingår i släktet Costularia, och familjen halvgräs. Inga underarter finns listade i Catalogue of Life.